# Magdalen Chapel (Édimbourg)
 (janvier 2025).
Pour les articles homonymes, voir Chapelle de la Madeleine.
Magdalen Chapel (ou chapelle de la Madeleine) est une chapelle du XVIe siècle située sur Cowgate, dans la vieille ville d'Édimbourg, en Écosse. Elle est désignée monument classé de catégorie A.

## Histoire
La chapelle a été construite entre 1541 et 1544 grâce à l'argent légué par Michael MacQueen ou MakQuhen (décédé en 1537), un marchand qui fournissait des épices et du linge à la maison royale. Elle a été conçue pour accueillir un aumônier et servir d'hospice à sept pauvres hommes qui devaient prier pour l'âme de Marie, reine d'Écosse. Avant la Réforme écossaise, la reine régente Marie de Guise y organisait des cours académiques. Jonet Rynd mourut en décembre 1553 et fut enterré dans la chapelle.
L'Assemblée générale de l'Église d'Écosse s'est tenue dans la chapelle en avril 1578. Il existe une tradition selon laquelle la première Assemblée générale de décembre 1560 s'est également tenue dans la chapelle.
Plusieurs réunions des Covenantaires se sont tenues dans la chapelle, la plus importante étant celle du 17 mai 1674 dont William Weir était le prédicateur.
La chapelle a été restaurée en 1992/93, et abrite aujourd'hui le siège de la Scottish Reformation Society.

## Éléments notables
Le vitrail de la fenêtre centrale du mur sud présente les armoiries de l'Écosse et les armes de Marie de Guise : il s’agit du seul vitrail intact d’avant la Réforme subsistant en Écosse.
Une épée qui aurait appartenu au capitaine Covenanter John Paton et la table utilisée pour préparer les corps des Covenanters pour l'enterrement (après leur exécution dans le Grassmarket voisin) sont toujours présentes dans la chapelle. Le tombeau de Janet Rynd, avec ses armoiries et une bordure inscrite, se trouve au sud-est de l'église.
Les vitraux de la fenêtre principale sud datent de 1893 et sont de William Graham Boss.